# Maffeistraße
Koordinaten: 48° 8′ 22,7″ N, 11° 34′ 29″ O
Die Maffeistraße in München ist eine westliche Abzweigung von der Theatinerstraße und führt zum Promenadeplatz. Sie ist Teil der Fußgängerzone in der Münchner Altstadt und benannt nach dem Unternehmer Joseph Anton von Maffei (1790–1870).

## Geschichte
Ihren heutigen Namen trägt die Straße seit 1. Dezember 1873, beziehungsweise. März 1874 nach ihrer Erweiterung 1875. Bis dahin nannte man sie vermutlich nach einer einheimischen Patrizierfamilie Vingergäßel und zuletzt Fingergasse. Zwischen ihr und der Windenmacherstraße befand sich in alter Zeit eine Schwaige, zu welcher die Schwaiggasse führte. Das Haus Nr. 18, das der Bayerischen Vereinsbank gehörte, wurde im Jahre 1829 nach Ulrich Himbsels Plan als Schulhaus erbaut und war vorher das Katzmair-Rosenbuschische Seelhaus von Martin Katzmair, das in der zweiten Hälfte des 15. Jahrhunderts gegründet wurde. Die Maffeistraße in Schwabing wurde nach der Eingemeindung Schwabings 1891 nach München in Feilitzschstraße umbenannt, um Verwechslungen auszuschließen.
Das Arco-Palais Ecke Theatinerstraße 7 / Maffeistraße 4 bildet einen Gebäudeblock, der als Baudenkmal in die Bayerische Denkmalliste eingetragen ist. Hauptmagneten sind die Fünf Höfe, der Schäfflerhof und Loden-Frey. In den Fünf Höfen sind auf ca. 14.000 Quadratmetern 54 Ladengeschäfte und auf ca. 2.500 Quadratmetern acht Cafés und Restaurants untergebracht. Der südliche Teil der Fünf Höfe ist der Maffeihof.

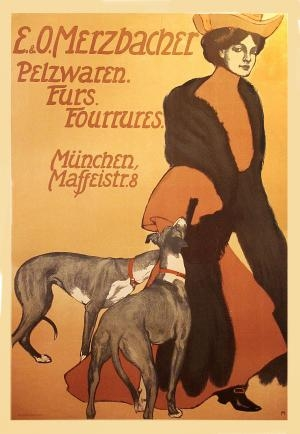
Historisches Werbeplakat der Merzbacher Pelzwaren, Maffeistr. 8, 1910
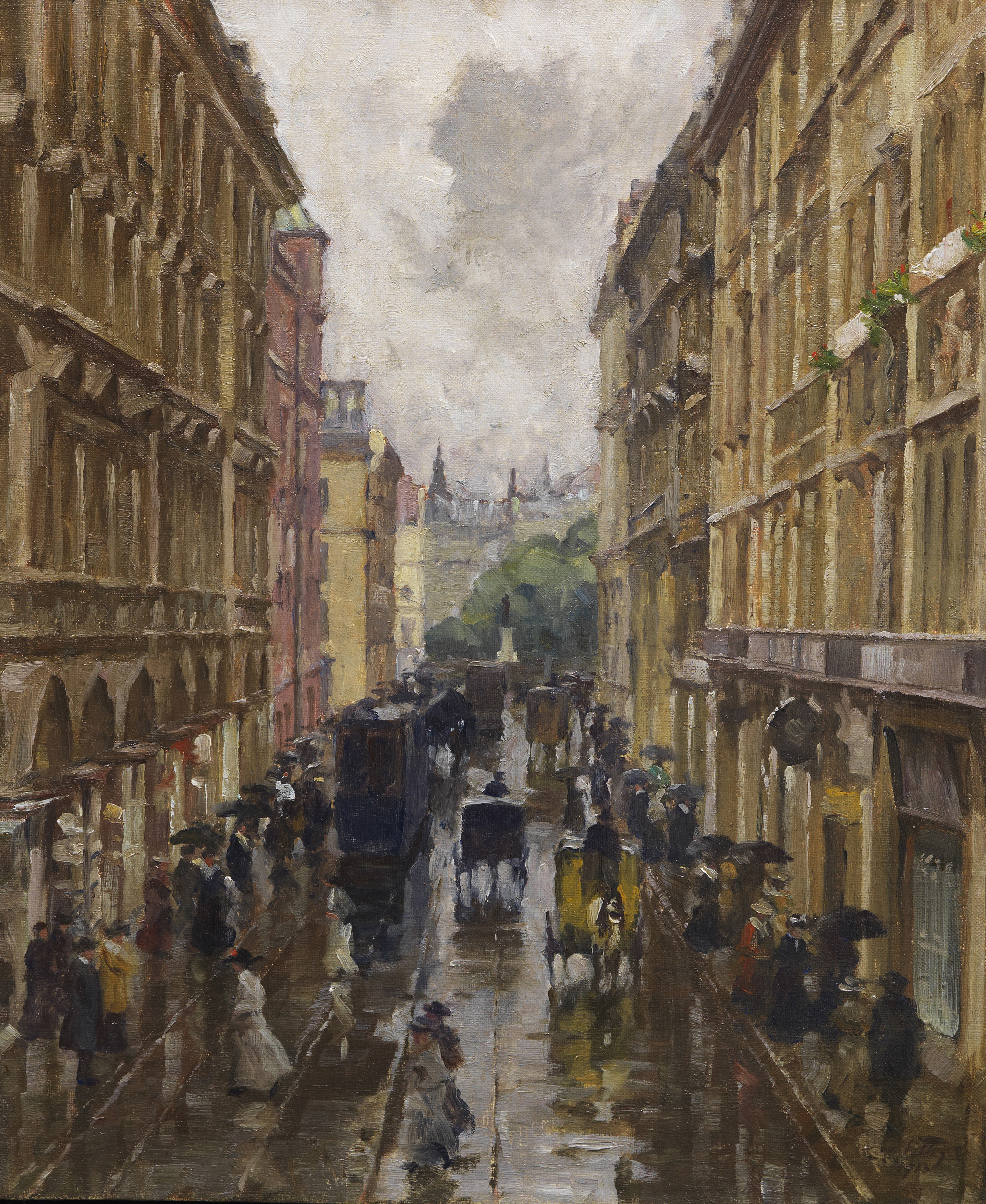
„Maffeistraße im Regen“. 1913. Ölgemälde von Charles Vetter
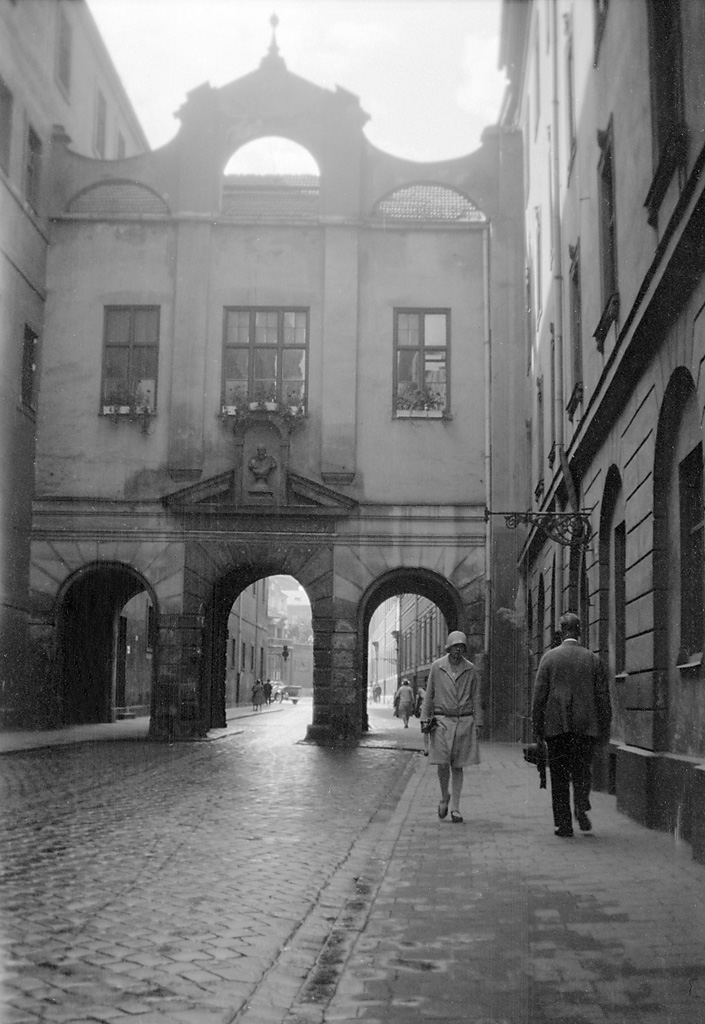
Im Krieg zerstörter Brückengang Maffeistraße, 1928
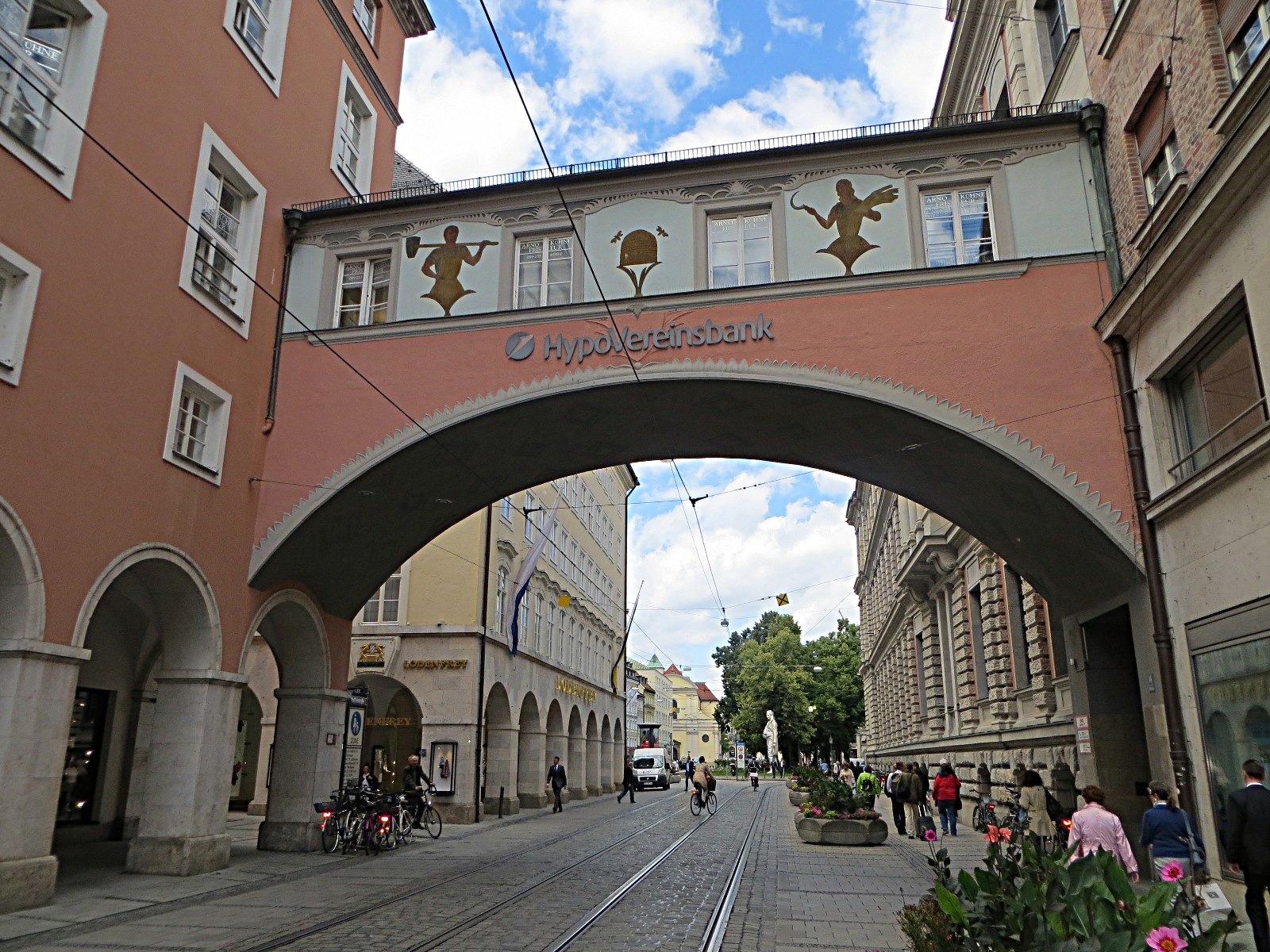
„Maffeibogen“ – Brückengang der Hypovereinsbank
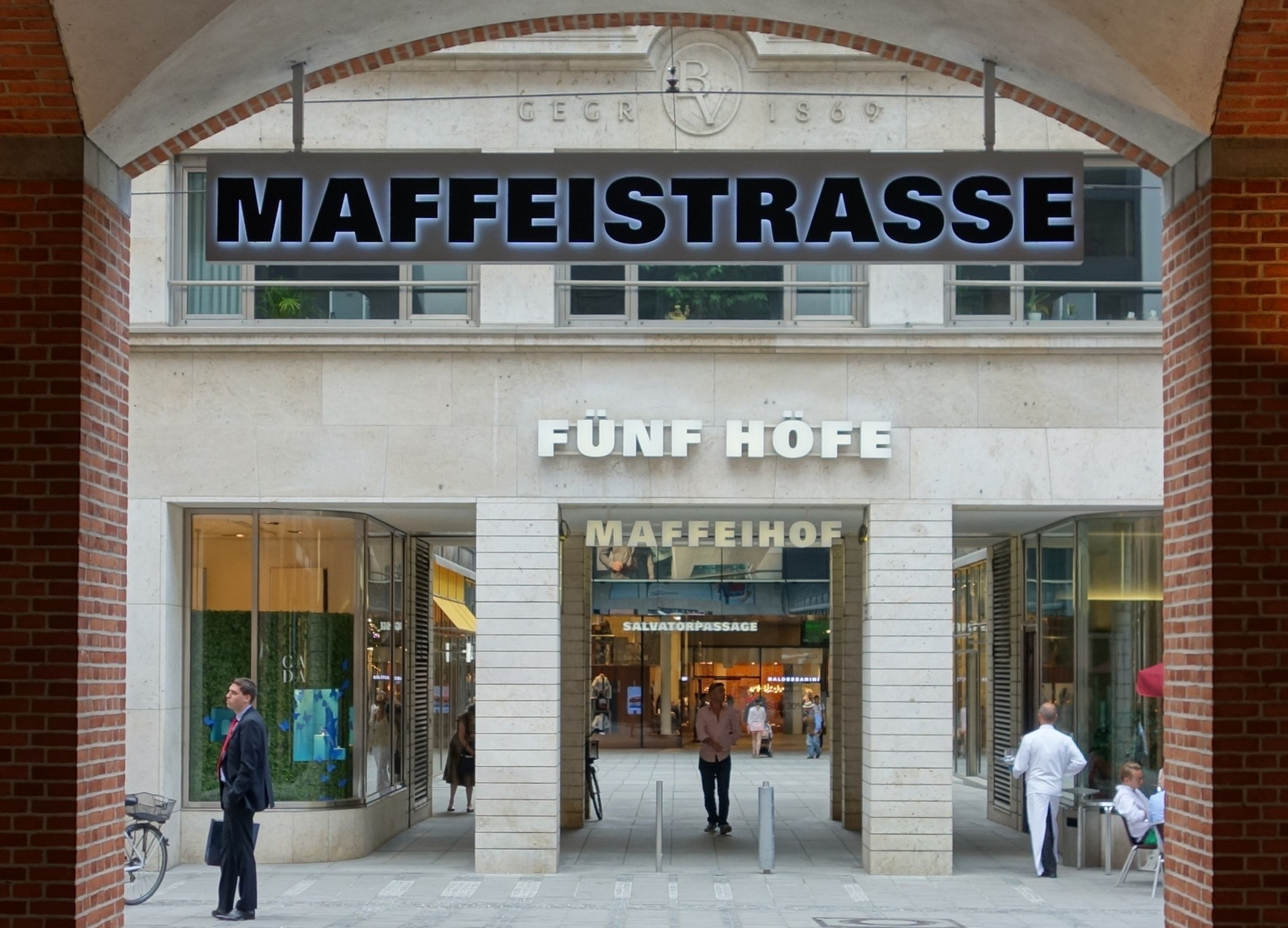
Eingang zu den Fünf Höfen von der Maffeistraße
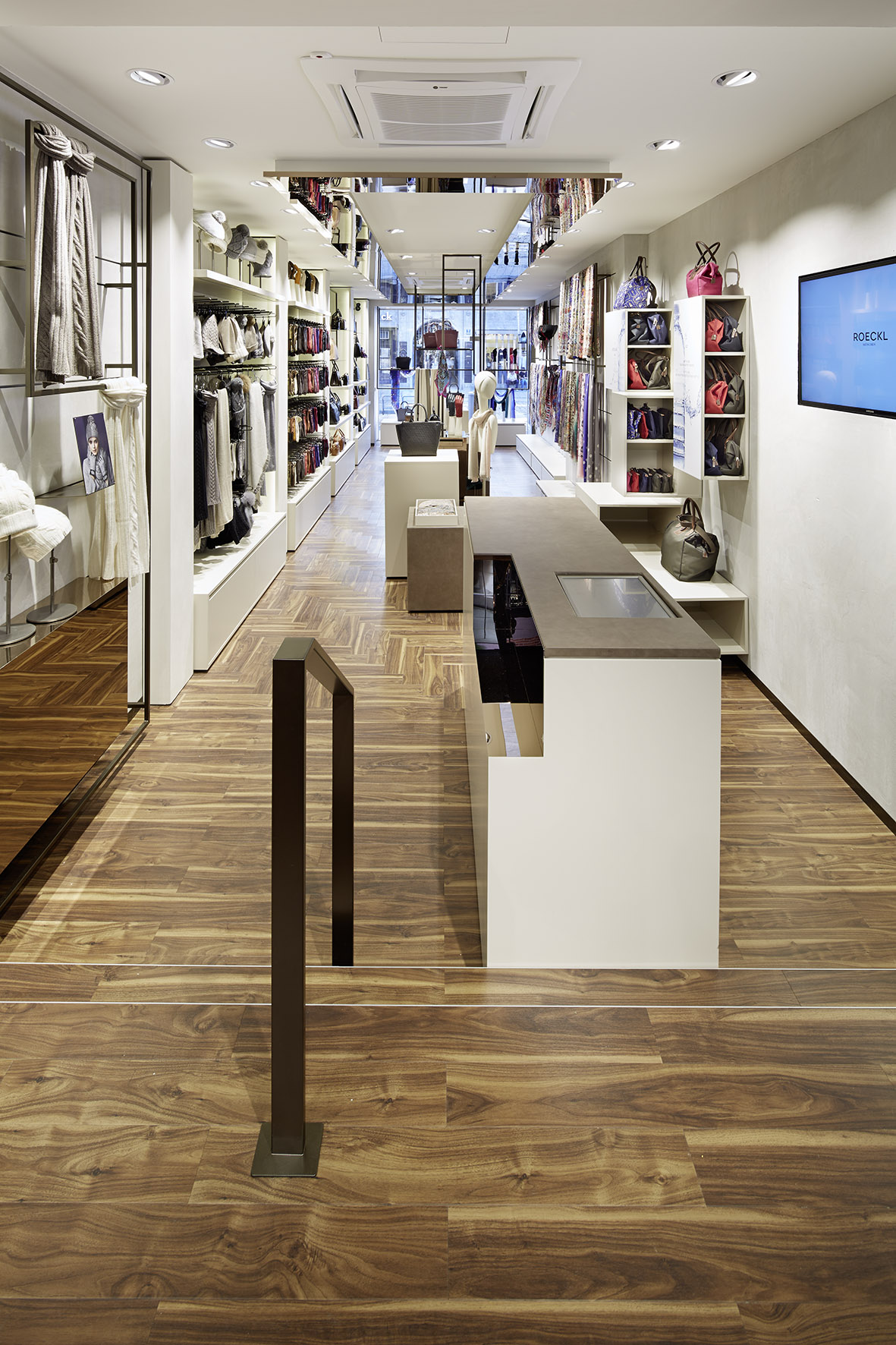
Roeckl Boutique in der Maffeisstraße 3
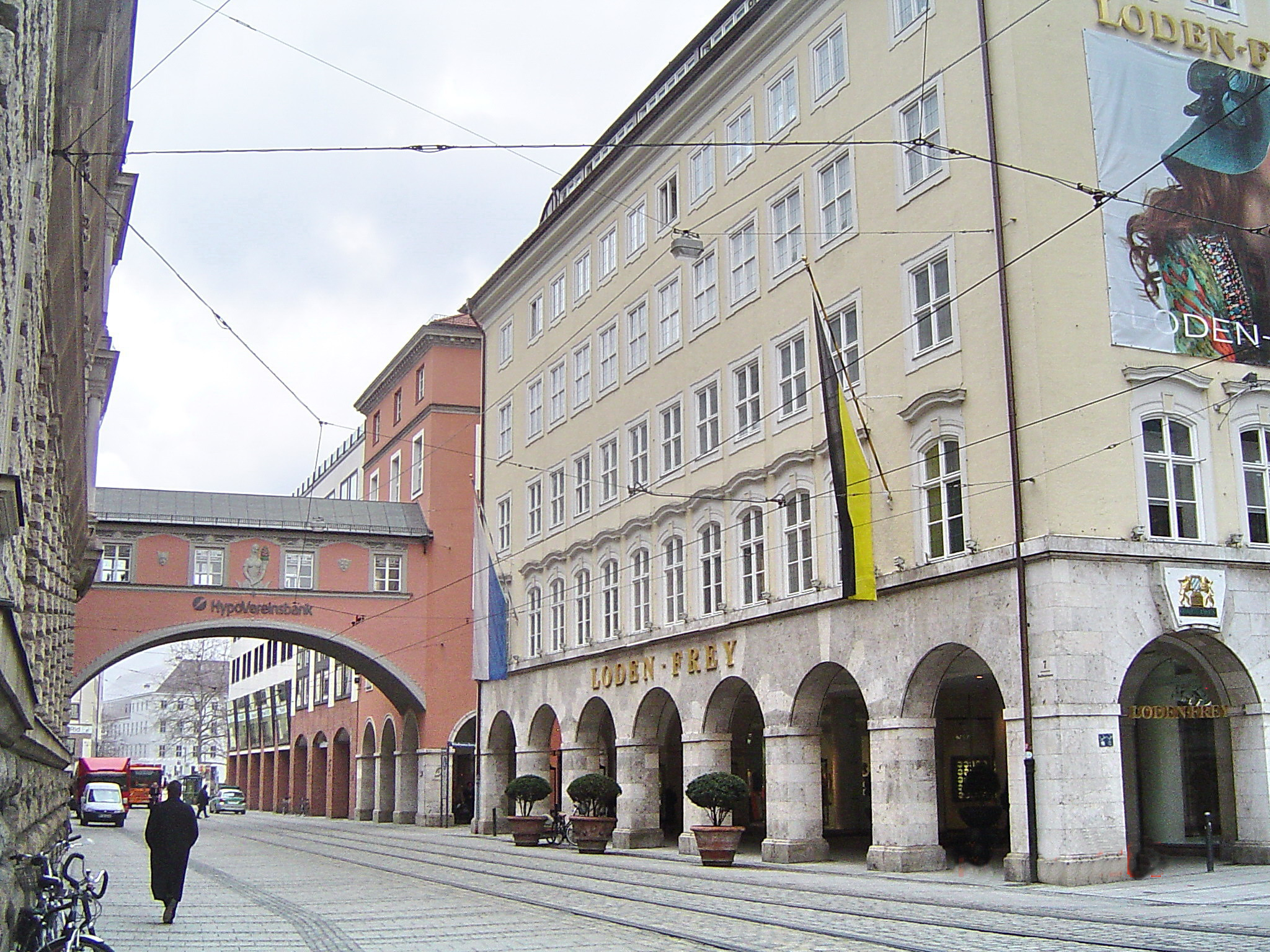
Loden-Frey in der Maffeistraße 7–9, vom Promenadeplatz aus gesehen
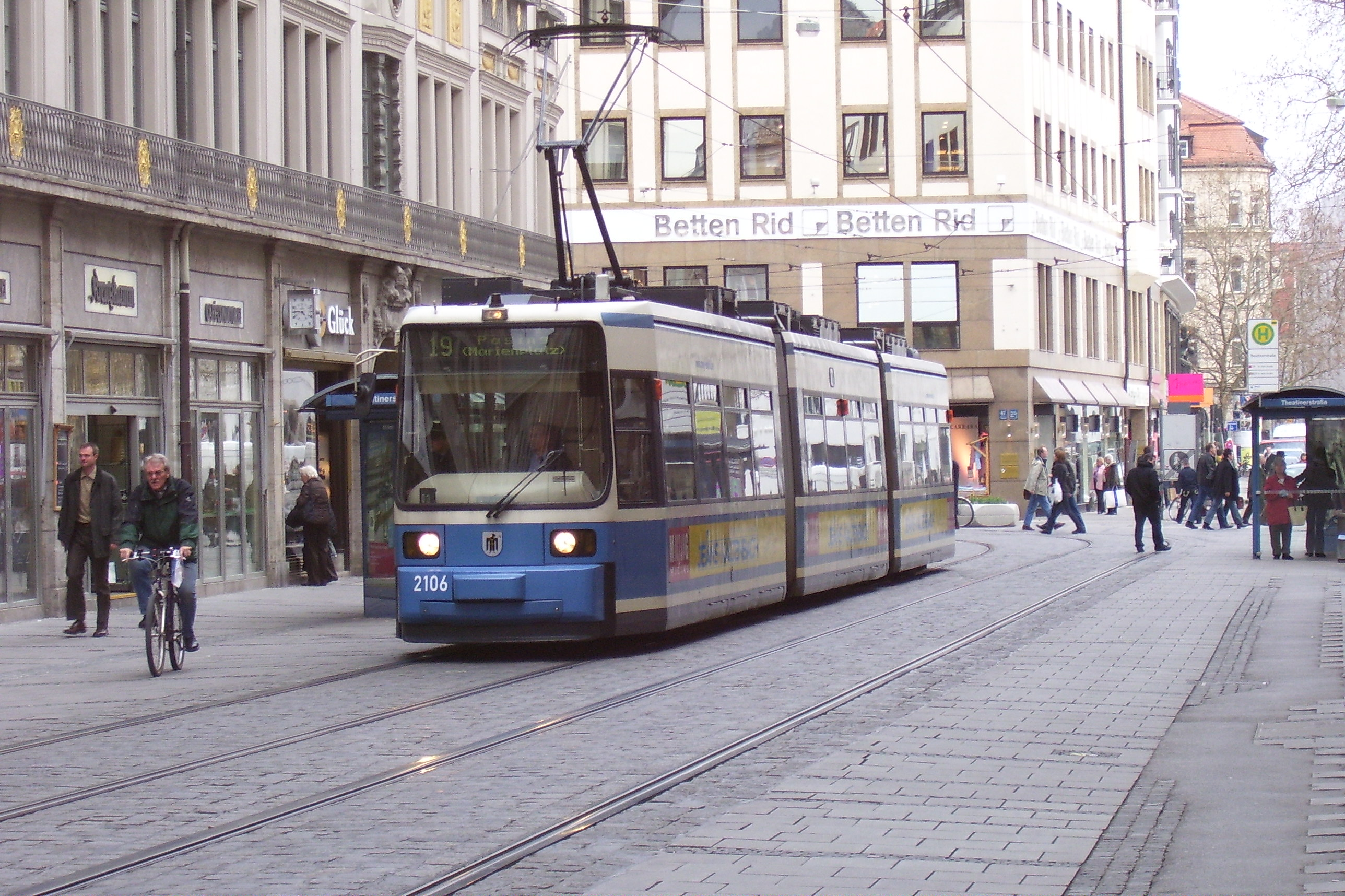
Straßenbahnhaltestelle „Theatinerstraße“ in der Maffeistraße
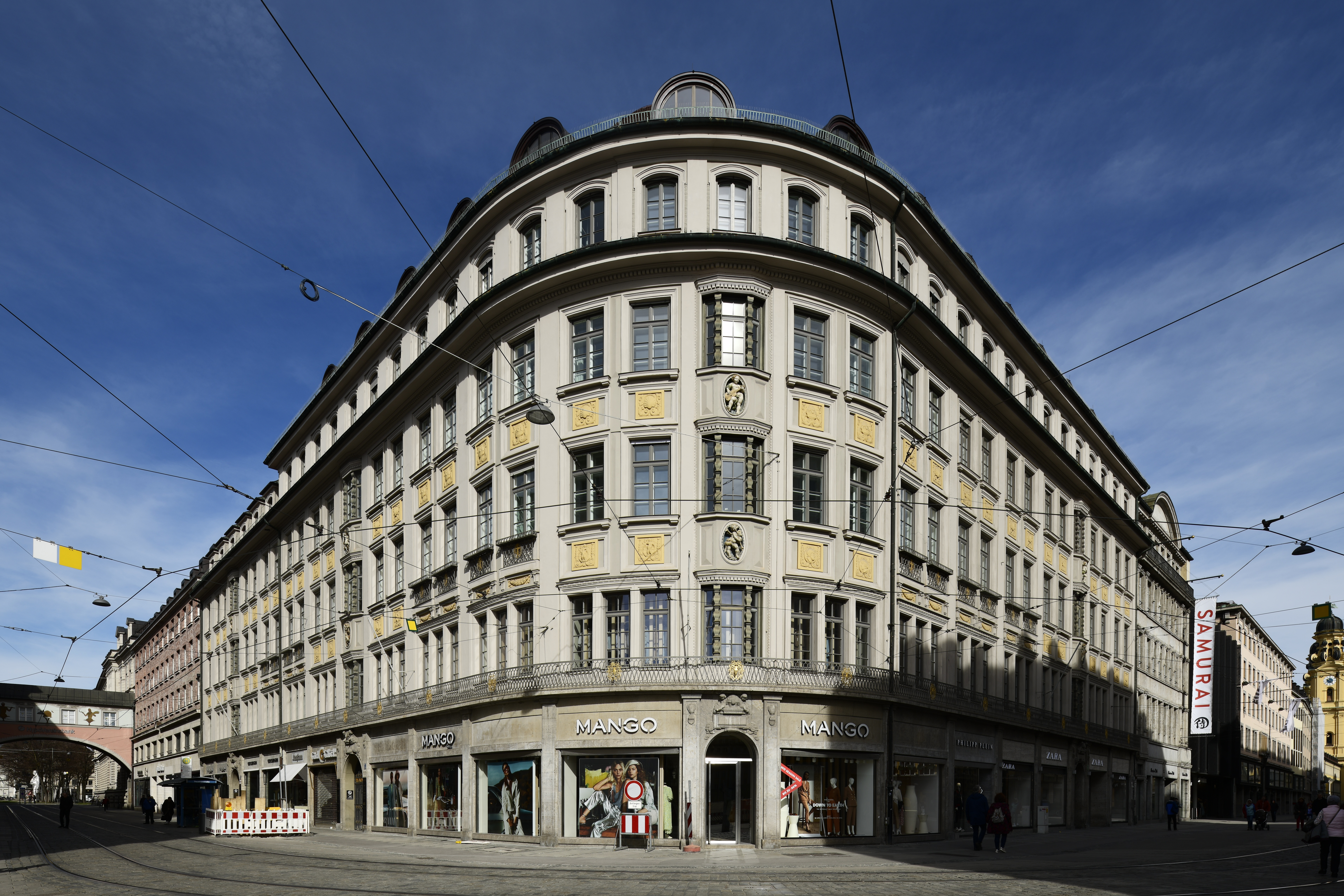
Arco-Palais, Ecke Theatinerstraße/Maffeistraße

## Lage
Die Maffeistraße führt von der Theatinerstraße zum Promenadeplatz, an deren Ende die Kardinal-Faulhaber-Straße nach Nordosten abzweigt. Die Windenmacherstraße zweigt in südwestlicher Richtung ab und verbindet mit der Schäfflerstraße. Sie ist als Fußgängerzone deklariert. Die Straßenbahn, die die Strecke zwischen der Perusastraße über die Theatinerstraße zum Promenadeplatz verbindet, darf die Maffeistraße befahren. Sie ist auch für Fahrräder zwischen der Schrammerstraße und dem Promenadeplatz befahrbar, womit für Fahrradfahrer eine Ost-West-Verbindung – die einzige in der Altstadt – geschaffen wurde.